# El Museo Universal
El Museo Universal est une publication périodique culturelle fondée à Madrid (Espagne) en 1857 par José Gaspar y Maristany (es) et Fernando Roig, puis s'est arrêté peu après la Révolution de 1868.
Traitant de sujets culturels et scientifiques, cette revue offrait une grande quantité de gravures.

## Histoire

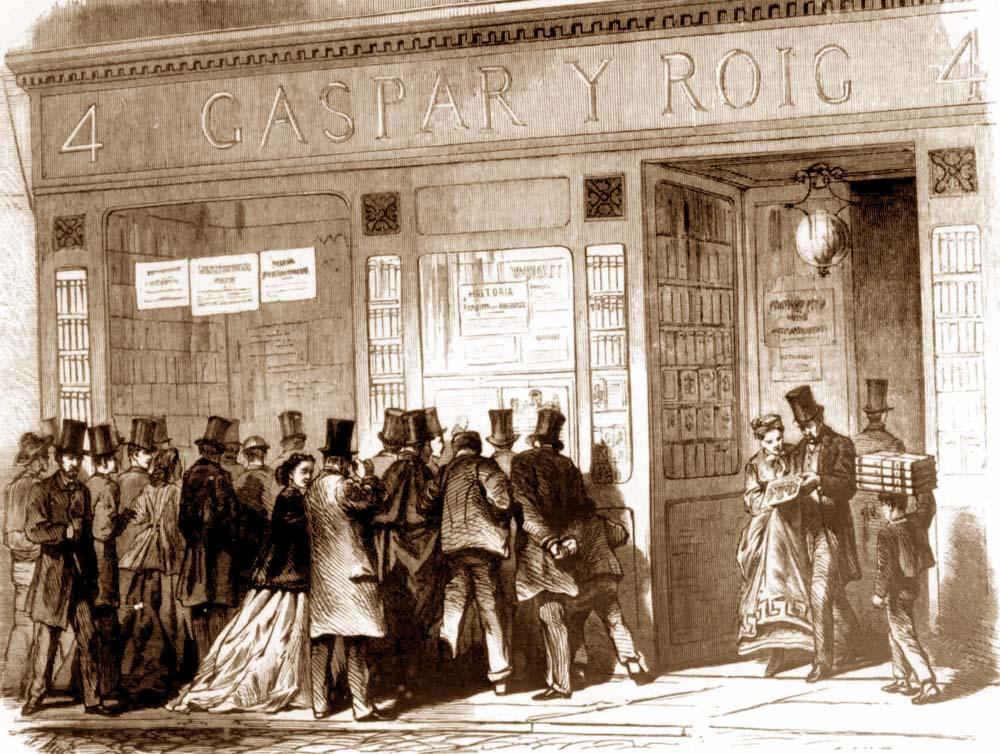
La vitrine de la société Gaspar y Roig quand « El Museo Universal » est exposé.

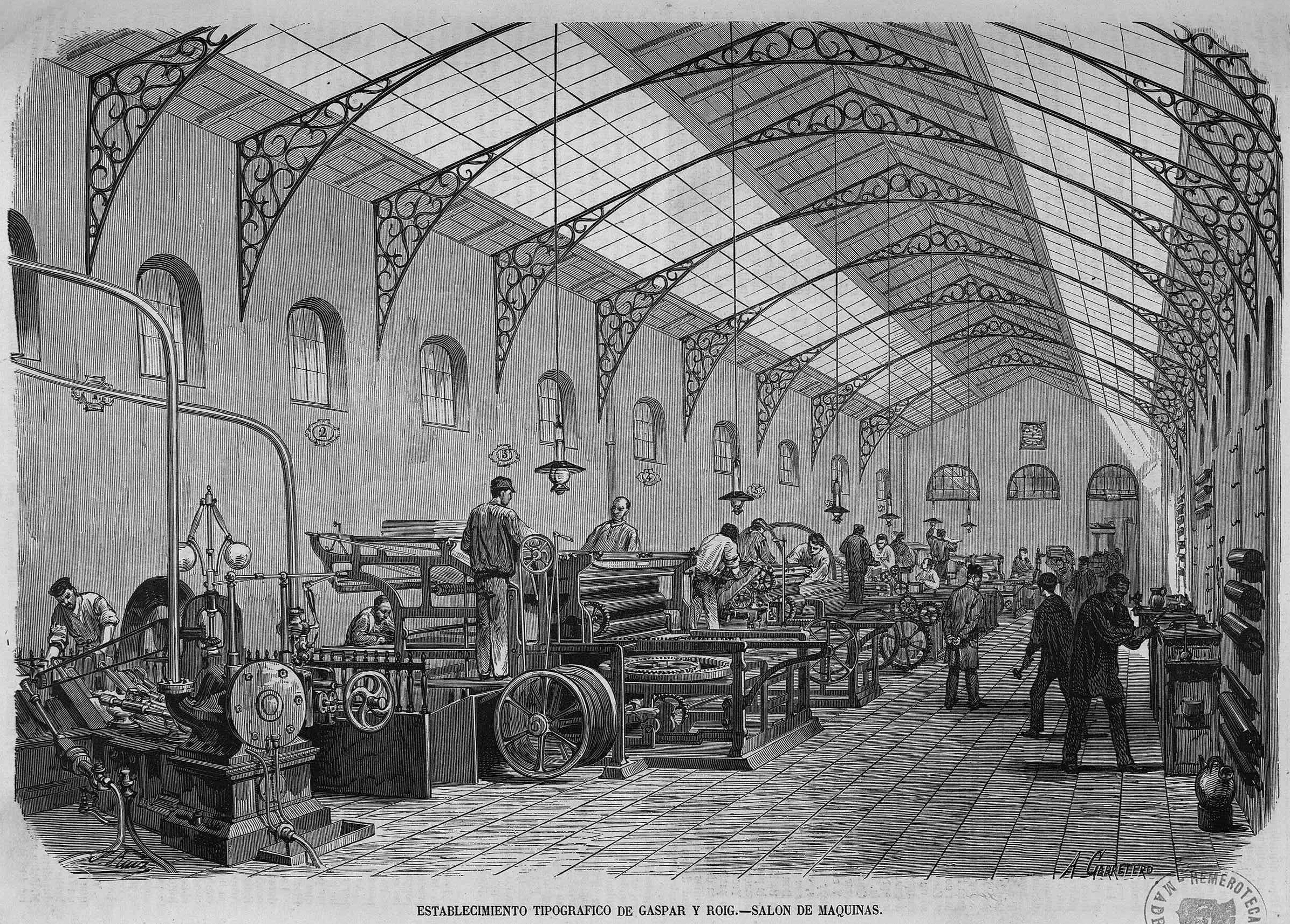
Établissement typographique de Gaspar y Roig, janvier 1868.

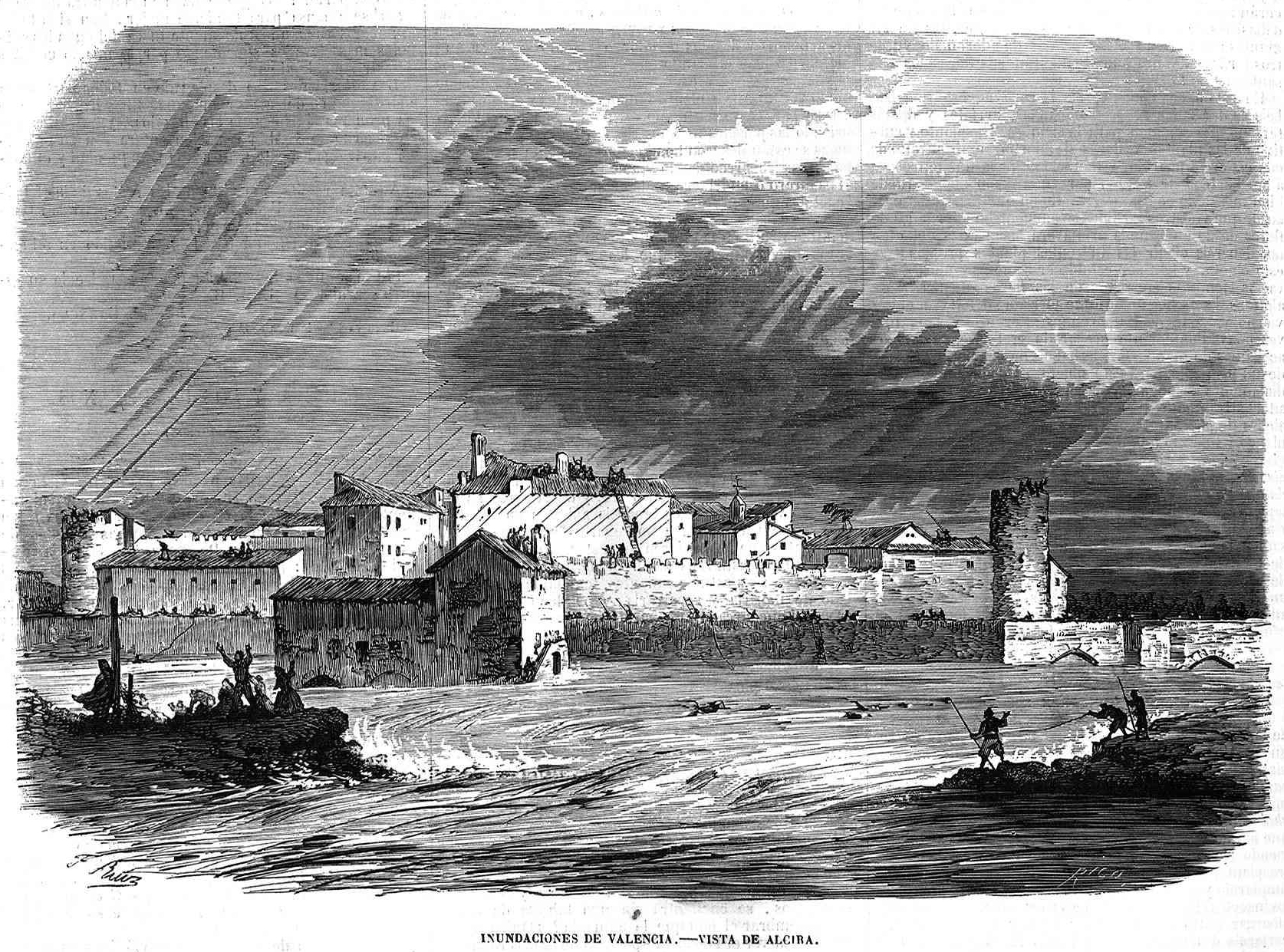
Inondations de Valence de 1864. Vue d'Alzira.

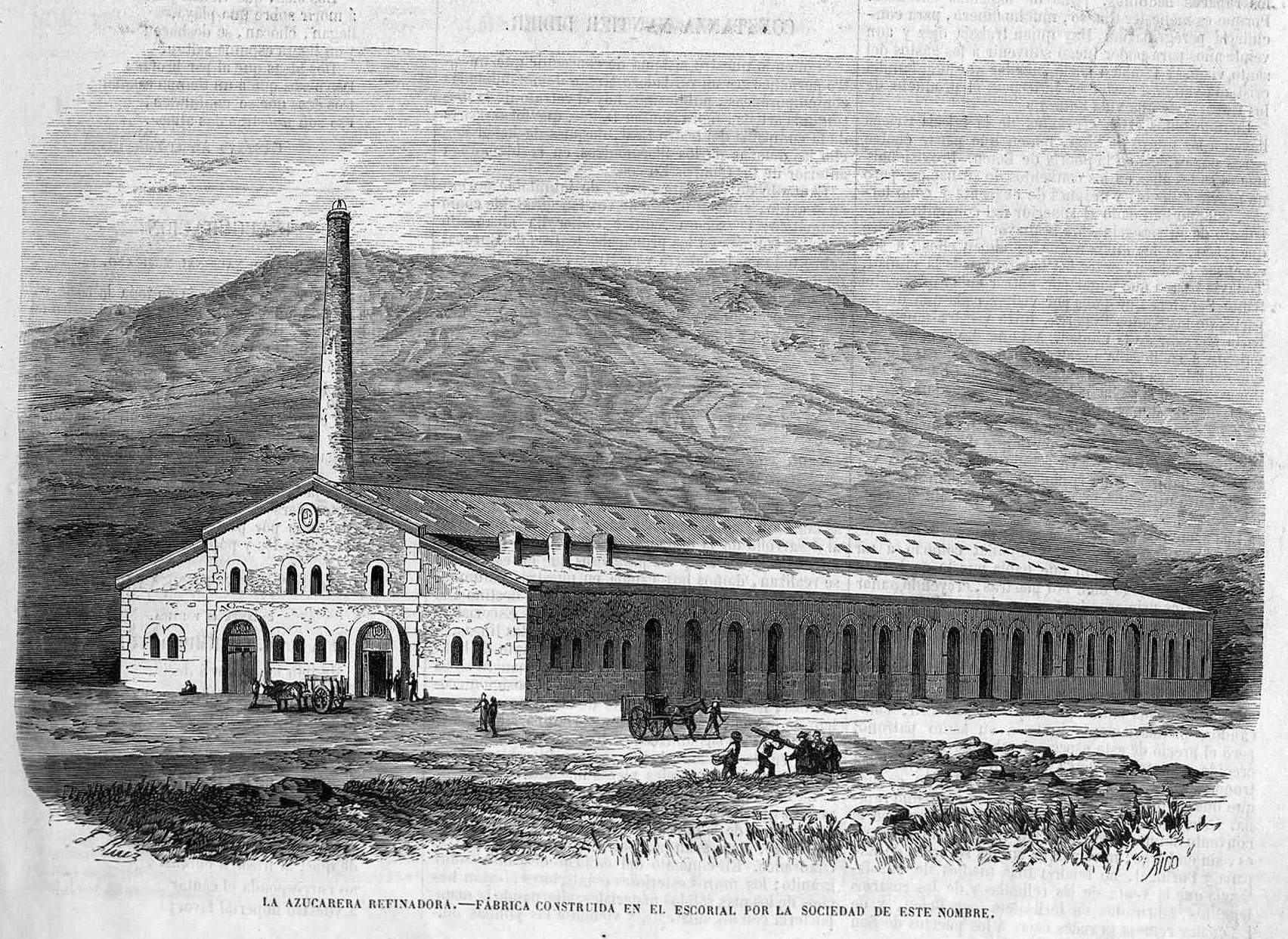
Raffinerie de sucre de l'Escurial, mars 1866.

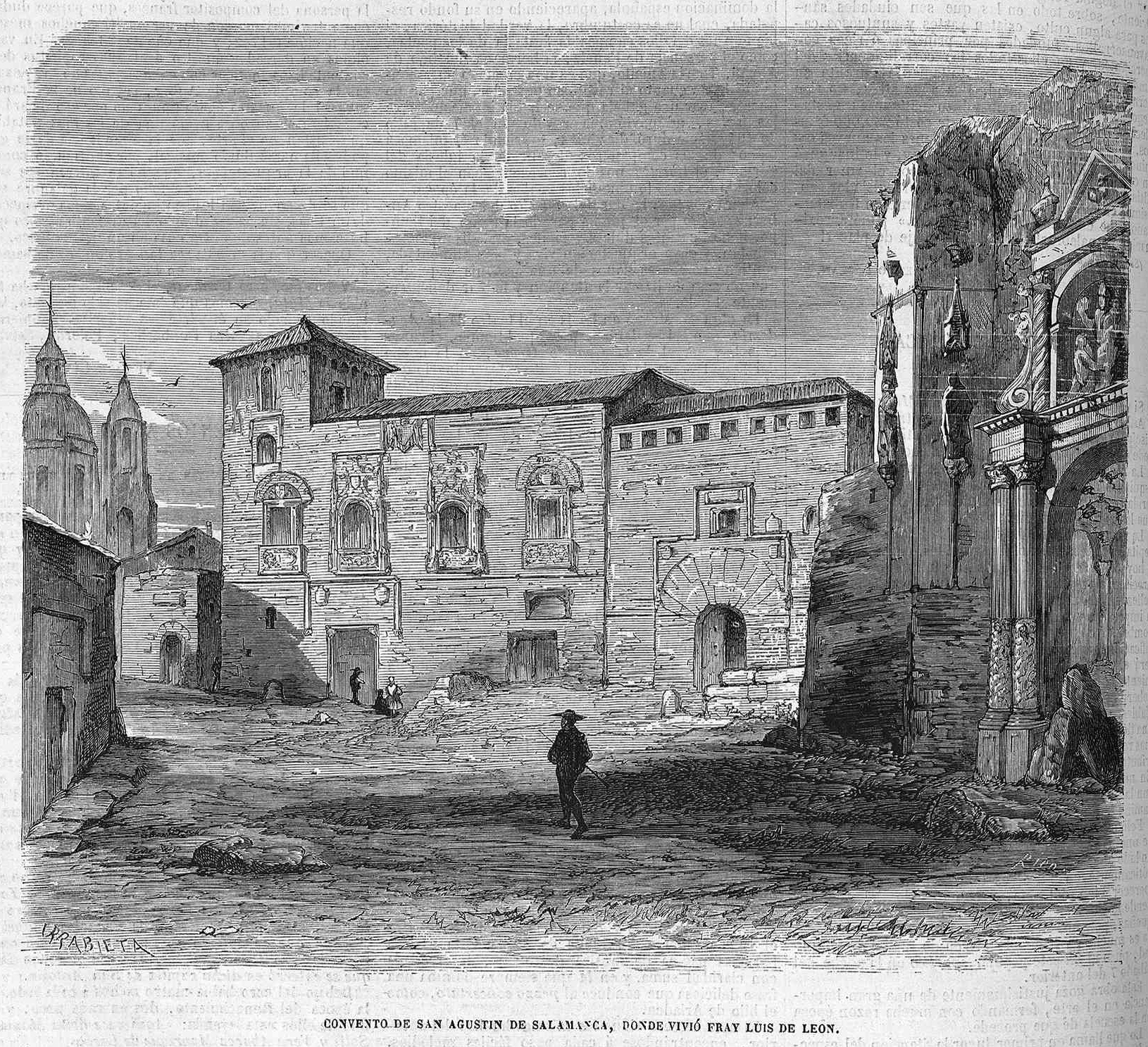
Convent de San Agustín de Salamanque, signé par « Urrabieta », gravé par Bernardo Rico y Ortega, avril 1868.

La revue El Museo Universal est créée en 1857 par les catalans José Gaspar y Maristany (es), artiste graveur et Fernando Roig, qui avaient déjà créé ensemble en 1845 Casa Editorial, l'une des maisons d'éditions madrilènes les plus avancées, et est diffusée pour la première fois le 15 janvier 1857 comme bimensuel. La revue deviendra hebdomadaire à partir de 1860.
Elle a comme sous-titre « Periódico de ciencias, literatura, artes, industria y conocimientos útiles » (« Périodique de sciences, littérature, arts, industries et autres connaissances utiles »).
Elle est l'héritière de Semanario Pintoresco Español, qui avait cessé d'être publiée cette même année ; et La Ilustración Española y Americana deviendra son héritière à son tour, à sa fondation en 1869,.
Son directeur principal est le journaliste républicain Nemesio Fernández Cuesta, à propos duquel Cecilio Alonso affirme qu'il a mené la revue à dépasser les limites de la neutralité politique au-delà de ce qui serait considéré comme normal pour une revue illustrée d'art, littérature et sciences.
En 1866, Gustavo Adolfo Bécquer, protégé de Luis González Bravo, prend la direction de la section littéraire. Il publiera dans la revue quelques poèmes et sera l'auteur de la section « Revista de actualidad », une chronique de l'actualité qui sera présente tout au long de la vie de la revue. Ventura Ruiz Aguilera (es) lui succèdera assez rapidement, suivi de Francisco Giner de los Ríos, alors qu'éclate la « septembrina ».
Après environ treize ans d'existence, El Museo Unviersal publie son dernier numéro le 28 novembre 1869, après qu'Abelardo de Carlos l'a acheté puis lui a substitué La ilustración española y americana, dont les premiers numéros évoquent « El Museo Universal » dans son sous-titre.
Selon Charnon-Deutsch, l'arrivée de la revue — ainsi que son successeur, La Ilustración Española y Americana — a fait que « l'Espagne voie enfin une revue espagnole illustrée qui combine les nouvelles du jour avec une vision monumentale de son passé national ». Selon Trancón Lagunas, il aurait fait partie, avec Semanario Pintoresco Español et Museo de las Familias de la « trilogie des revues les plus importantes du siècle [en Espagne] jusqu'à la Révolution de 1868 », de même que l'hémérothèque de la Bibliothèque nationale d'Espagne, qui associe également La ilustración (1849-1857) à cette sélection.

## Collaborateurs
À partir de 1865, la revue intègre un nouveau collaborateur de grande qualité, l'écrivain Gustavo Adolfo Bécquer, qui deviendra directeur littéraire l'année suivante. Nemesio Fernández Cuesta y Picatoste avait été le premier directeur, mais il a été relevé par León Galindo de Vera par suite de ses velléités politiques.
De nombreux écrivains et journalistes reconnus sont sollicités, dont Pedro de Alarcón, Manuel del Palacio (es), José Zorrilla, Antonio Ribot y Fontseré (es), Ventura Ruiz Aguilera (es), Florencio Janer (es), Emilio Castelar y Ripoll, Francisco Pi i Margall, Gaspar Núñez de Arce.
La revue contient de nombreuses planches et gravures,, et compte donc de nombreux artistes graphiques, tels que Valeriano Domínguez Bécquer, Bernardo Rico y Ortega — figure principale des graveurs de la revue, qui constituait alors une authentique école de graveurs—, Cecilio Pizarro, Enrique Laporta, Francisco Laporta Valor, Daniel Vierge, Francisco Ortego, Carlos Ribera, Martín Rico, Federico Ruiz (es), Tomás Carlos Capuz y Alonso ou encore Joaquín Sierra y Ponzano (es).

## Contenus
La revue se veut encyclopédique, avec des articles aux thèmes variés, allant de l'histoire aux beaux-arts en passant le voyage et les mœurs. Elle offre également des contenus littéraires, dont des traductions de texte d'Heinrich Heine ou d'Edgar Allan Poe.
Toute la revue est illustrée de nombreuses gravures sur bois, aussi bien originales que reproduites à partir des principales revues étrangères. Pour Gómez Aparicio et Mari Cruz Seoane, l'image prend une telle importance qu'elle fait partie de l'information, et en fait une revue graphique plutôt qu'une revue illustrée. C'est ainsi que des dizaines de portraits, de paysages, de scènes de mœurs, de monuments, d'allégories y seront estampées. La revue était par ailleurs célèbre pour ses calendriers annuels, pleins d'illustrations et de textes des artistes de la revue.